# Chelsea on the Rocks
Pour plus de détails, voir Fiche technique et Distribution.
Chelsea on the Rocks est un film documentaire américain réalisé par Abel Ferrara et sorti en 2008.

## Fiche technique
- Titre original : Chelsea on the Rocks
- Autre titre : Chelsea Hotel
- Réalisation : Abel Ferrara
- Scénario : Christ Zois
- Pays de production :  États-Unis
- Production : Deerjen Films - Apollo Films
- Genre : Documentaire
- Durée : 84 minutes
- Dates de sortie : 
  - France : mai 2008 (Festival de Cannes)
  - États-Unis : 2 octobre 2008

## Sélection
- Festival de Cannes 2008 (hors compétition)[1]